# Olszówka (gmina)
Olszówka (do 1954 gmina Drzewce) – gmina wiejska w województwie wielkopolskim, w powiecie kolskim. W latach 1975–1998 gmina położona była w województwie konińskim.
Siedziba gminy to Olszówka.
Według danych z 30 czerwca 2006 gminę zamieszkiwało 4787 osób.

## Przyroda
Gmina Olszówka leży na Wysoczyźnie Kłodawskiej. Lasy stanowią zaledwie 2% powierzchni. Krajobraz zdominowany jest przez pola uprawne.

## Historia
We wczesnym średniowieczu obszar dzisiejszej gminy Olszówka był częścią kasztelanii lądzkiej. W 1294 roku w okolice Olszówki plądrowały wojska litewskie pod wodzą Witenesa, później pojawili się tam ponownie, w drodze na Kalisz i Stawiszyn. Podczas wojny polsko-krzyżackiej, w 1331 roku Olszówkę i okolicę splądrowały wojska zakonu krzyżackiego. W latach 30. XV wieku toczył się proces pomiędzy proboszczem z Umienia a kolegium wikariuszy łęczyckich o dziesięciny ze wsi Głębokie i Drzewce. Najbardziej rozwiniętą wsią na terenie dzisiejszej gminy Olszówka był wówczas Umień, gdzie na początku XVI wieku znajdował się m.in. kościół św. Michała. W 1577 roku w Umieniu znajdowała się osada młyńska, folwark, drewniany kościół parafialny oraz folwark.
Gmina Drzewce powstała w grudniu 1866 roku na mocy ukazu carskiego. Siedziba gminy znajdowała się na gruntach należących do majątku Skrzyneckiego w Olszówce. W 1870 roku właściciel majątku wybudował drewniany budynek, który przeznaczył na biura urzędu gminy.
Od 1919 roku gmina Drzewce (Olszówka) należała do województwa łódzkiego. Jesienią 1919 roku z inicjatywy działaczy Komunistycznej Partii Robotniczej Polski w folwarku Głębokie odbył się strajk. W 1920 roku powstał w Kole Obywatelski Komitet Obrony Państwa na powiat kolski, który wyznaczył wówczas ks. Chyłkowskiego na delegata komitetu w gminie Drzewce.
W 1940 roku gmina Drzewce stała się częścią Kraju Warty, a jej nazwę zmieniono na Rodau. W okresie II wojny światowej w KL Dachau zamordowano proboszcza parafii w Umieniu – Antoniego Margońskiego. 20 stycznia 1945 roku gmina Drzewce została wyzwolona spod okupacji niemieckiej. Zgodnie ze spisem z 23 kwietnia 1945 roku na terenie gminy mieszkało 6 706 osób, w tym 1 255 Niemców. Pierwszym wójtem gminy po 1945 roku został Adam Walczak, a od 1946 roku przewodniczącym Gminnej Rady Narodowej był Józef Mamoński. Zarząd gminy nie miał jednak siedziby, próbowano na ten cel przejąć nieruchomość po ks. Margońskim, który jednak zapisał go przed śmiercią Felicjankom z Krakowa i komornik z Sądu Grodzkiego w Kole dokonał wprowadzenia Felicjanek w posiadanie majątku. Siedziba zarządu gminy mieściła się na parter pałacu Arczyńskiego w majątku Olszówka. 
W 1954 roku zlikwidowano gminę Drzewce, powołując zamiast niej gromady: Umień, Drzewce, Krzewata i Olszówka. W 1973 roku utworzono gminę Olszówka i powołano Gminną Radę Narodową w Olszówce. W 1976 roku ustanowiono tytuł honorowy „Zasłużony w rozwoju Gminy Olszówka”. Pod koniec lat 70. XX wieku na terenie gminy Olszówka działało Państwowe Gospodarstwo Rolne w Dębowicach i Zespolone Gospodarstwo Rolne w Szczepanowie. Gmina Olszówka była gminą typowo rolniczą, na jej terenie nie zlokalizowano żadnego zakładu przemysłowego.
Od 1988 roku naczelnikiem gminy był Wacław Pokrywczyński, a w 1990 roku na wójta wybrano Włodzimierza Fraszczyka.

## Komunikacja
Przez gminę przebiega droga wojewódzka nr 263, łącząca gminę, z Dąbiem i Kłodawą. Przez gminę przebiega także linia kolejowa Tczew – Chorzów Batory, na której znajduje się stacja kolejowa Ponętów.

## Parafie katolickie
Na terenie gminy znajdują się jeden kościół parafialny obrządku rzymskokatolickiego. Wchodzi on w skład diecezji włocławskiej.
- dekanat kłodawski
  - parafia św. Michała Archanioła w Umieniu

Ponadto na terenie gminy mieszkają mariawici, którzy przynależą do parafii Przenajświętszego Sakramentu w Kadzidłowej, która wchodzi w skład diecezji śląsko-łódzkiej Kościoła Starokatolickiego Mariawitów.

## Struktura powierzchni
Według danych z roku 2002 gmina Olszówka ma obszar 81,54 km², w tym:
- użytki rolne: 92%
- użytki leśne: 2%

Gmina stanowi 8,07% powierzchni powiatu.

## Demografia

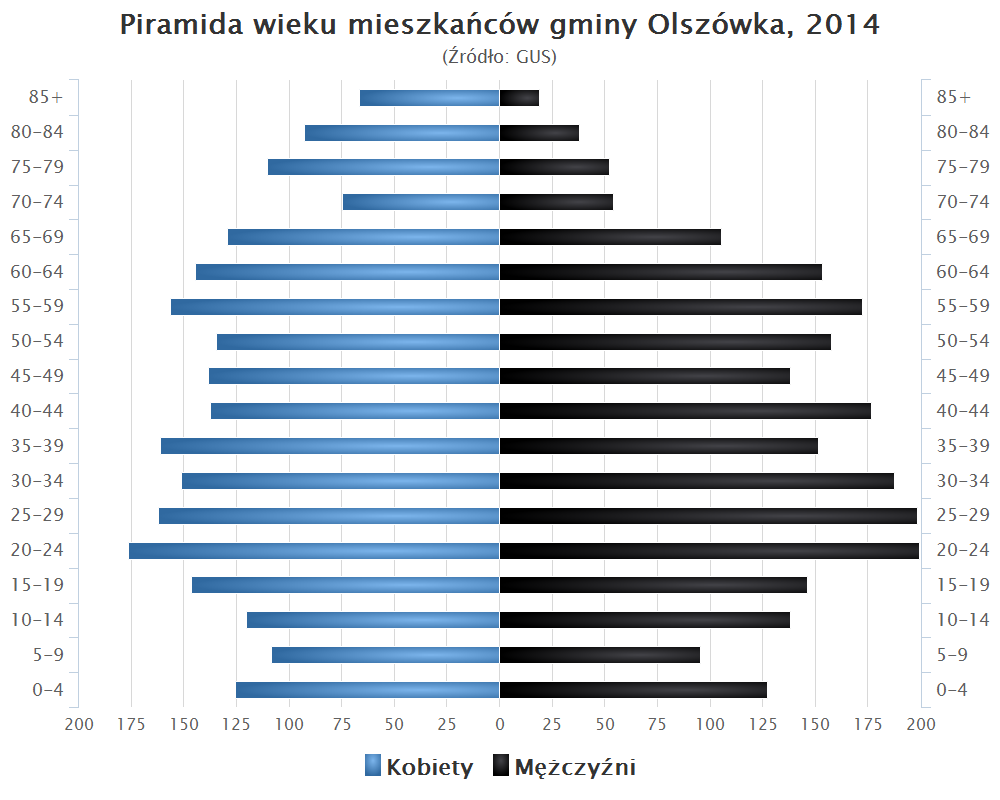
Piramida wieku mieszkańców gminy Olszówka w 2014 roku

Dane z 30 czerwca 2004:
| Opis                              | Ogółem | Ogółem | Kobiety | Kobiety | Mężczyźni | Mężczyźni |
| --------------------------------- | ------ | ------ | ------- | ------- | --------- | --------- |
| jednostka                         | osób   | %      | osób    | %       | osób      | %         |
| populacja                         | 4807   | 100    | 2427    | 50,5    | 2380      | 49,5      |
| gęstość zaludnienia (mieszk./km²) | 59     | 59     | 29,8    | 29,8    | 29,2      | 29,2      |

## Sąsiednie gminy
gmina Dąbie, gmina Grabów, gmina Grzegorzew, gmina Kłodawa